# La Vie aigre
La Vie aigre (La vita agra) est un roman de Luciano Bianciardi, paru en 1962. Il prend place dans la «trilogie de la colère», une révolte contre l'establishment culturel du miracle économique italien. Cette trilogie comprend les romans précédents Il lavoro culturale (1957) et L'integrazione (1960).
Le roman, qui a été un grand succès auprès du public  et de la critique, a été traduit en français, anglais, espagnol, allemand et espéranto et une adaptation cinématographique a été réalisée par Carlo Lizzani en 1964.

## Synopsis
Le roman est largement autobiographique. Le protagoniste quitte la Maremme de Grosseto pour vivre à Milan avec l'intention initiale de venger les mineurs tués dans un accident causé par la faible sécurité au travail. La référence est à l'incident de la mine du Ribolla de 1954, où 43 mineurs sont morts au travail.

## Éditions françaises
- Luciano Bianciardi, La Vie aigre, Julliard, Paris, 1964 ; traduction de Jacqueline Brunet.
- Luciano Bianciardi, La Vie aigre, Arles, Paris, 2007 ; traduction de Béatrice Arnal.